# Rudolf Kaempfe
Rudolf Kaempfe, nemški general, * 10. april 1883, † 23. december 1962.